# Клостеркумбд
Клостеркумбд (нем. Klosterkumbd) — община в Германии, в земле Рейнланд-Пфальц.
Входит в состав района Рейн-Хунсрюк. Подчиняется управлению Зиммерн. Население составляет 285 человек (на 31 декабря 2010 года). Занимает площадь 7,33 км².